# Tiberský ostrov
Tiberský ostrov (Isola Tiberina), zvaný také Aeskulapův ostrov, Ostrov svatého Bartoloměje nebo Ostrov mezi dvěma mosty, je ostrov ležící na řece Tibeře v centru Říma. Měří 270 m na délku a 67 m na šířku.
Podle legendy vznikl ostrov tak, že král Tarquinius Superbus byl svržen do řeky a na jeho těle se začaly usazovat říční sedimenty. V roce 292 př. n. l. byl na ostrově vybudován chrám boha lékařství Aeskulapa, protože na nepřístupném ostrově mohli být nemocní drženi v karanténě. Zároveň byl vztyčen posvátný obelisk a špice ostrova byla obložena travertinovými deskami, aby připomínala legendární Aeskulapovu loď. Ostrov je přístupný po dvou mostech: Fabriciův most zvaný Most čtyř hlav vede na Campus Martius a Cestiův most spojuje ostrov s Trastevere. Na konci 10. století nechal Ota I. Veliký na místě pohanského chrámu postavit kostel zasvěcený svatému Vojtěchovi, přejmenovaný později na baziliku sv. Bartoloměje. Jeden z jejích chrličů je pokládán za původní Aeskulapův pramen.

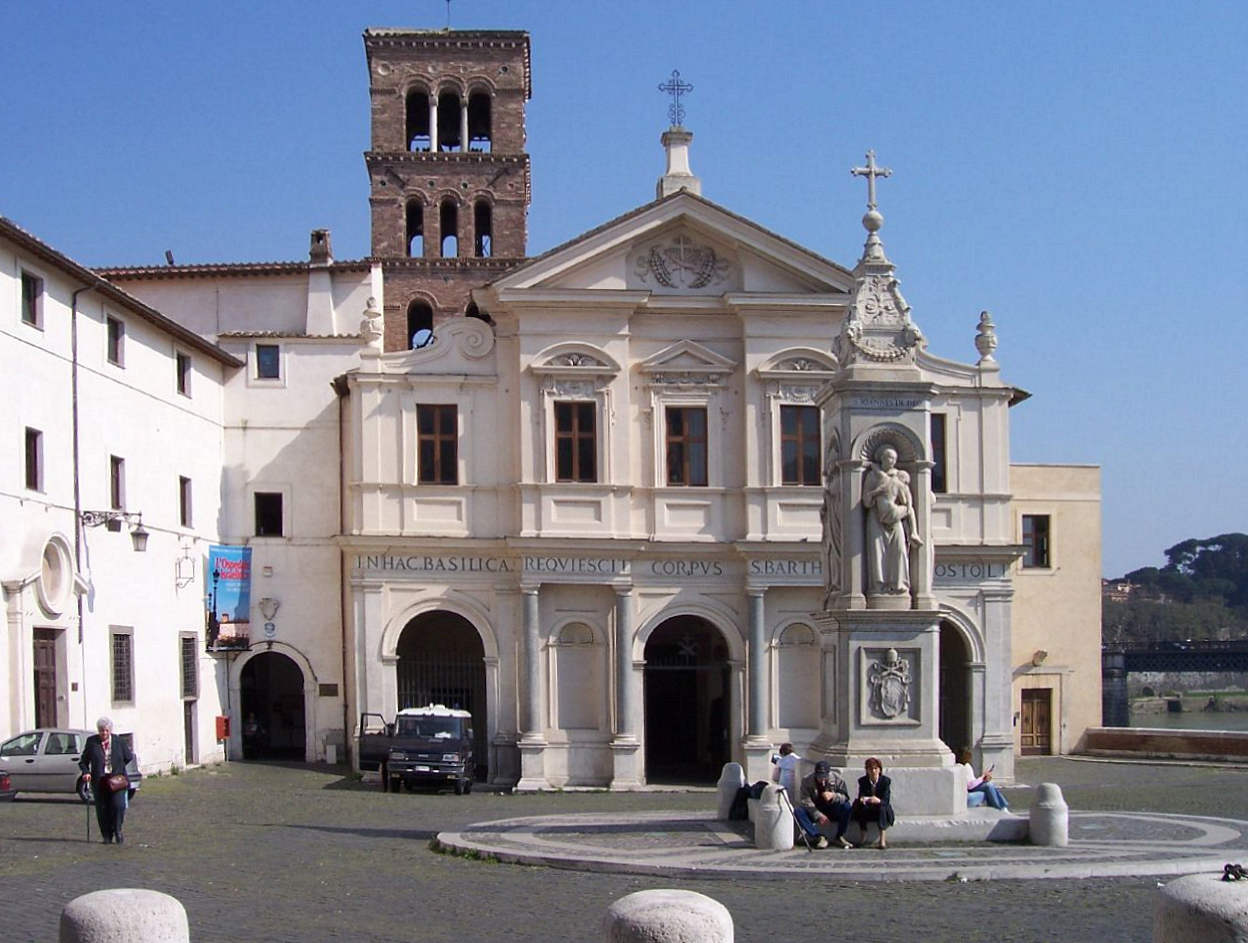
Náměstí svatého Bartoloměje se stejnojmenným kostelem a obeliskem

Dále se na ostrově nachází nemocnice Fatebenefratelli, kostel sv. Jana Kalybita a letní kino, kde se koná každoročně filmový festival Isola del Cinema. Tiberský ostrov bývá sužován pravidelnými záplavami.